# Новосёловка (Саратский район)
Новосёловка (укр. Новоселівка) — село, относится к Саратскому району Одесской области Украины.
Население по переписи 2001 года составляло 3000 человек. Почтовый индекс — 68250. Телефонный код — 4848. Занимает площадь 3,67 км². Код КОАТУУ — 5124583901.

## Местный совет
68250, Одесская обл., Саратский р-н, с. Новосёловка, ул. Ленина, 75

## История
Населённый пункт был основан в 1810 году молдавскими переселенцами из Буковины, с тех пор и до 1918 года он назывался Гура-Челигидер. Название происходит от небольшой речки Чилигидер, впадающей в более крупную реку Когильник, которая протекает по окраине села.
Уже в 1827 году в Гуре был возведён каменный православный храм святого Архангела Михаила. Он быстро пришел в негодность, и уже в 1865-69 гг. на его месте построили и освятили второй храм. Он так же обветшал, и в 1895 году был начат сбор средств на строительство третьей церкви.
В 1913 году строительство было завершено, Архангеломихайловский храм был освящен в третий раз. При румынской власти в 1936 году храм был отреставрирован, его росписью занялся художник К. Кожемятин. Сейчас церковь имеет статус памятника архитектуры местного значения.
В 1918 году Бессарабия попала под власть Румынии и село было переименовано в Сатул-Ноу уезда Четатя Албэ. В 1940 году, после перехода Бессарабии к СССР, село стало называться по созвучию — Сатуново, а уже в 1948 году обрело нынешнее, нейтральное название — Новосёловка.

## Галерея

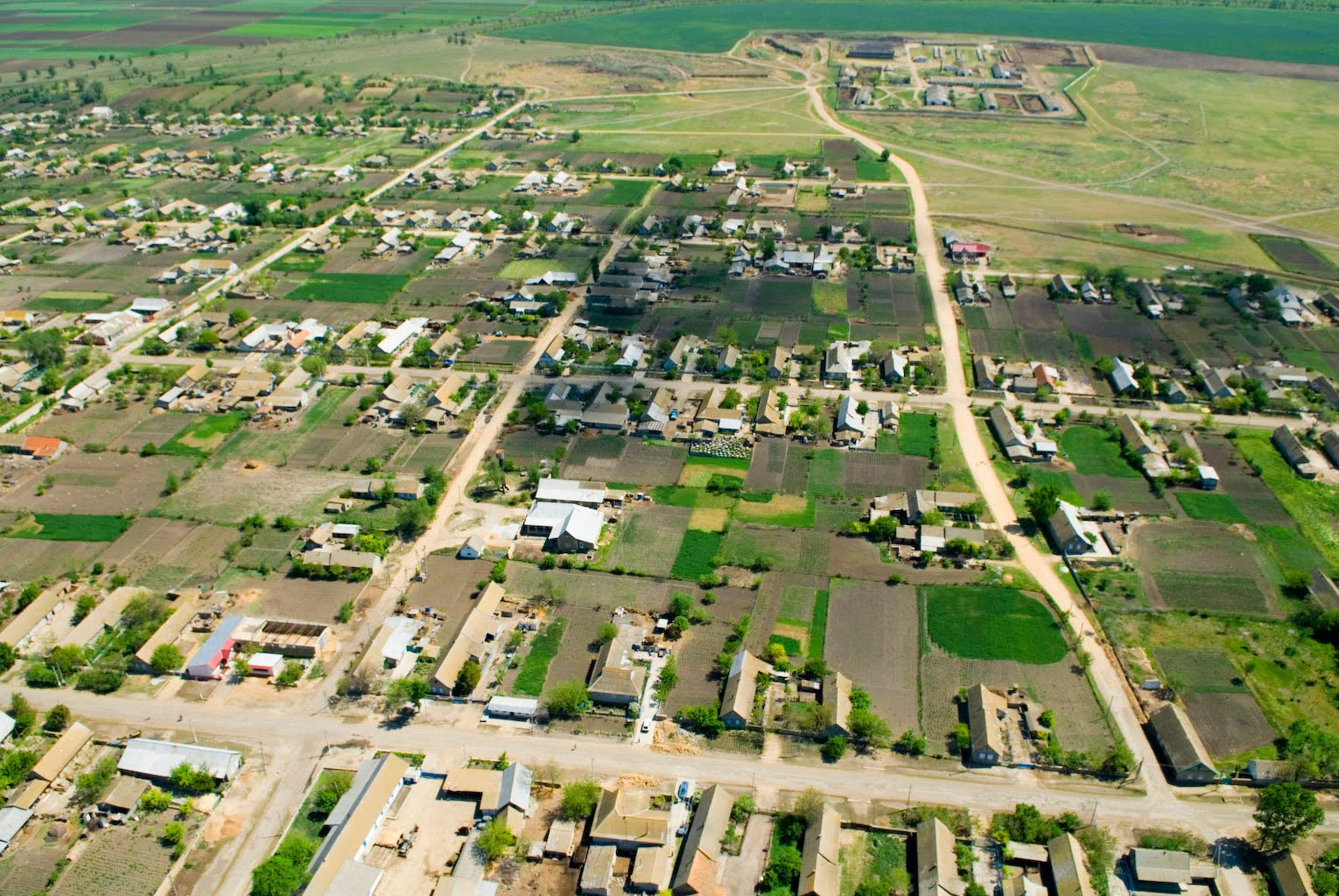
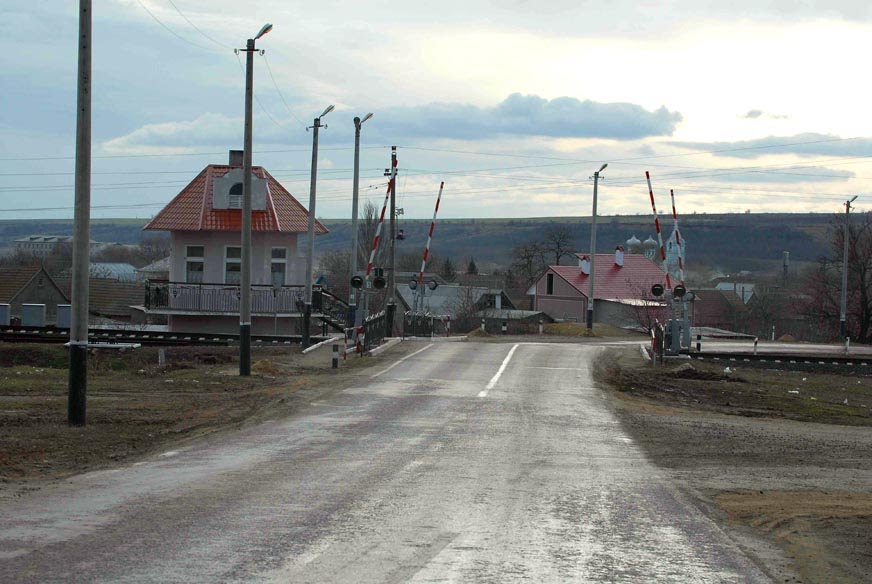
Въезд в село
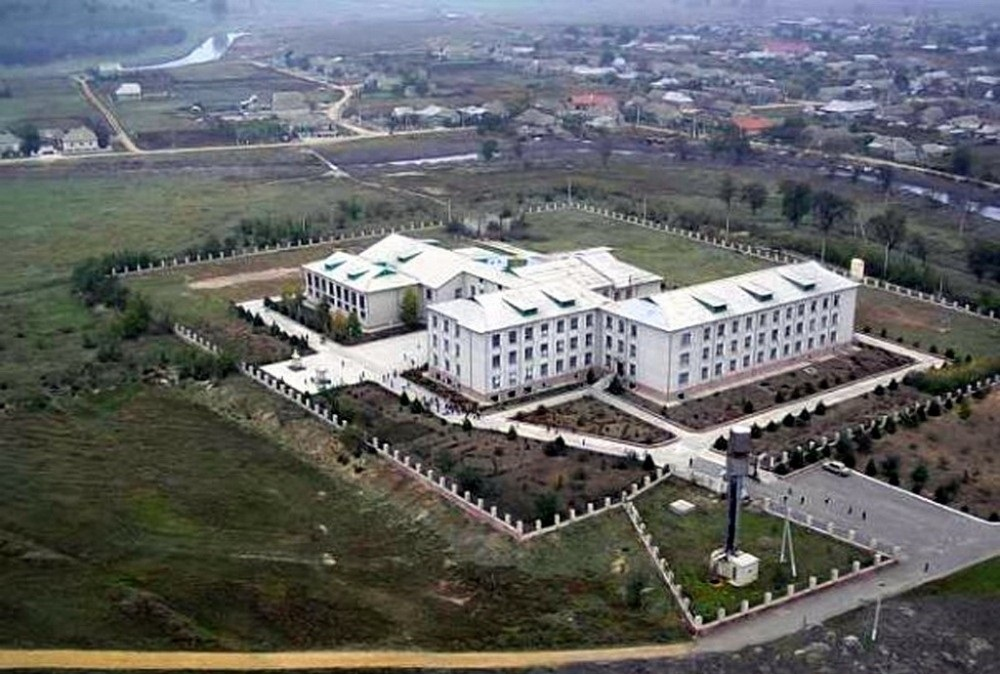
Школа